# Anonyme Bestattung

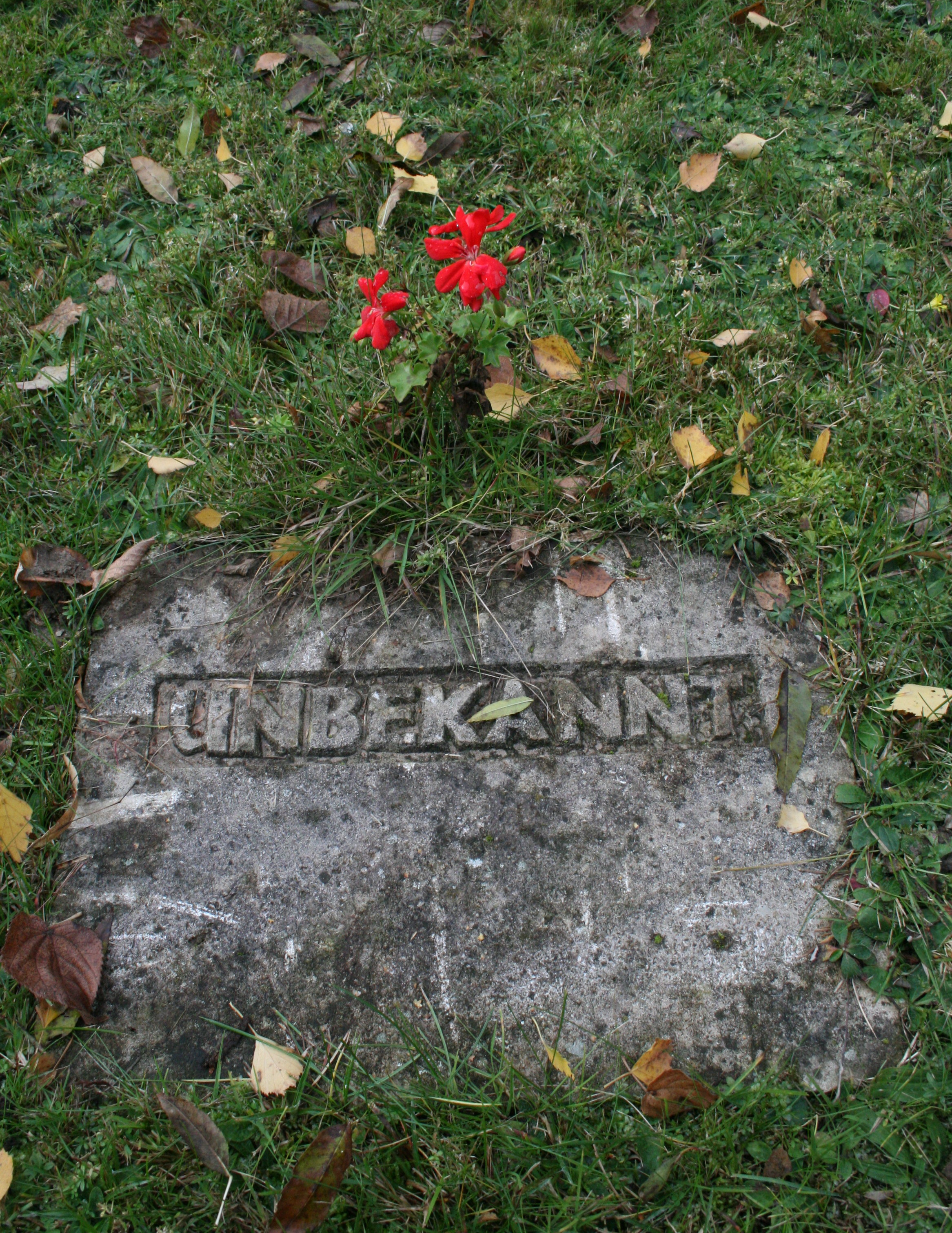
Grabplatte für einen unbekannten KZ-Häftling auf dem Friedhof Scheppau

Anonyme Bestattung steht für namenlose Bestattung. Bei einer anonymen Bestattung wird an der Beisetzungsstelle auf jeglichen Namenshinweis verzichtet. Eine anonyme Bestattung ist meist eine wirtschaftlich günstige Form der Bestattung und wird auch im Zusammenhang mit einer Sozialbestattung genannt.
Meist wird eine Feuerbestattung vorausgesetzt, so ist Anonymität der Seeurnenbestattung immanent, exklusiv gilt dies für eine Urnenbestattung auf Friedhöfen. Auf vereinzelten Friedhöfen ist eine anonyme Ganzkörperbeerdigung möglich. Da die individuelle Gestaltung des Grabes ausgeschlossen ist, entfällt die Verpflichtung zur Pflege des Grabs. Anonyme Grabfelder auf Friedhöfen bieten üblicherweise eine zentrale Ablagestelle für Blumen und Grabutensilien.
Der Begriff anonyme Bestattung bezeichnet im öffentlichen Gebrauch oft eine Bestattung, bei der weder Ort noch Zeitpunkt der Bestattung öffentlich bekannt sind. Flächen auf Friedhöfen für anonyme Bestattung werden manchmal – wenn auch nicht korrekt – als grüne Wiese bezeichnet.

## Gründe für die Wahl einer anonymen Bestattung

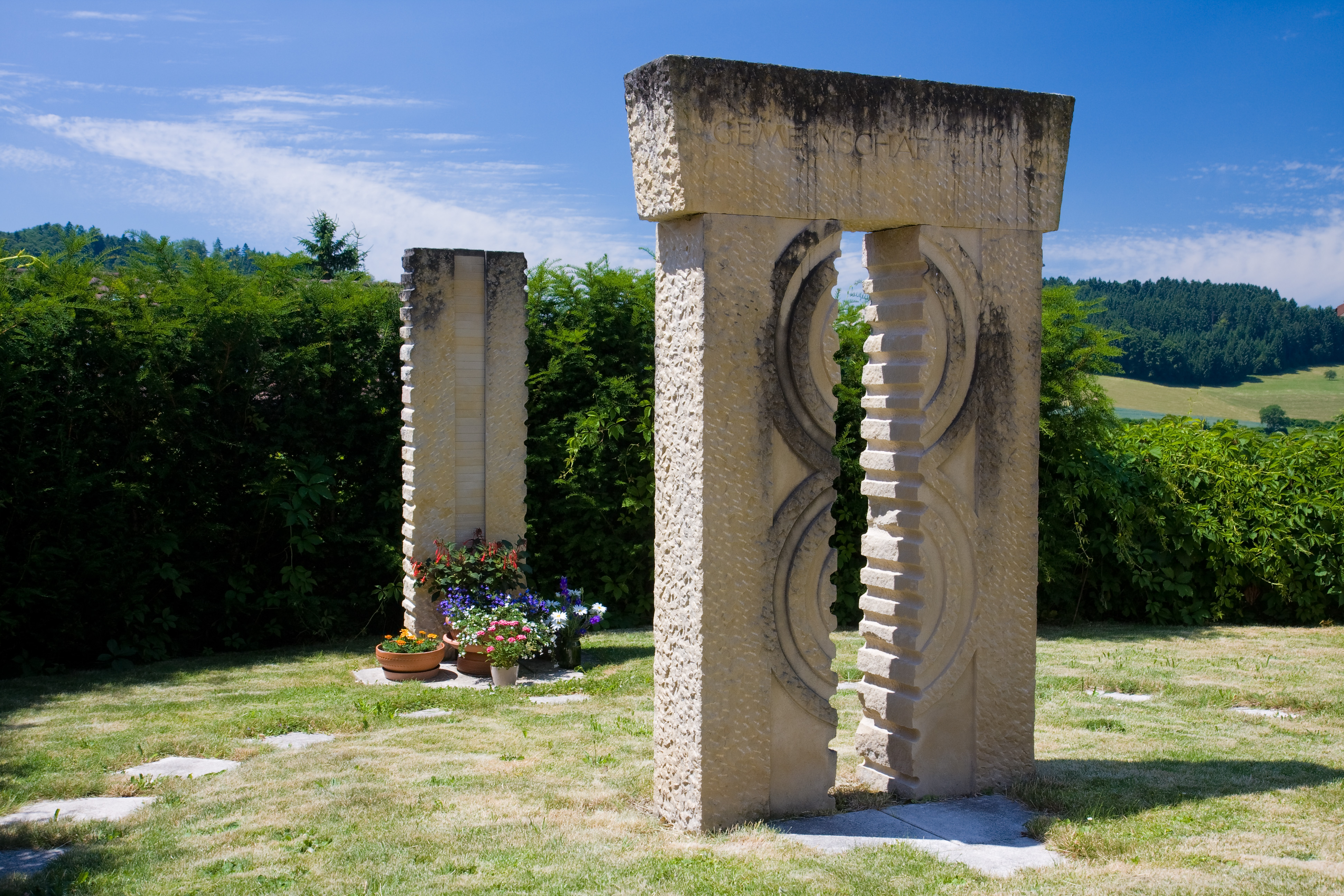
Gemeinschaftsgrab in Albligen, Schweiz: „Gleichheit der letzten Ruhestätte“

In jüngster Zeit wird der Begriff „anonyme Bestattung“ auch auf Sarg- oder Urnenbegräbnisse in Gemeinschaftsgräbern ausgedehnt, wenn kein Geld für eine individuelle Grabstätte vorhanden ist. Bisweilen können der Name und die Lebensdaten des Verstorbenen gegen eine Gebühr auf einer Namenstafel eingetragen werden, so dass die Bezeichnung „namenlose Bestattung“ im strengen Sinn nicht mehr zutrifft. Durch die sozioökonomische Entwicklung und die zunehmende Säkularisierung wird die „namenlose Beisetzung“ in einem Gemeinschaftsgrab in manchen Gemeinden zur vorherrschenden Bestattungsform.
Bestattungen auf gesonderten Flächen sind bereits geraume Zeit in Umsetzung des Wunschs der Verstorbenen üblich geworden. Mit steigenden Bestattungskosten sind insbesondere Menschen der unteren Einkommensschicht genötigt, eine anonyme Bestattung in Anspruch zu nehmen. Wirtschaftliche Erwägungen wie beim Wegfall des Sterbegeldes in Deutschland im Jahre 2004 verstärkten diese Entwicklung. In der Bestattungsvorsorge durch den noch Lebenden wird häufiger der Wunsch nach einer anonymen Bestattung geäußert, was weniger von ökonomischen Gründen als vom Wunsch, „niemandem“ zur Last zu fallen, abhängt.
In den 1970er Jahren begann ein Wandel der Bestattungskultur mit einem verstärkten Trend zu anonymen Bestattungen. Die Ansichten zum Umgang mit dem Tod ändern sich fließend und die Vorstellungen von Körper und Natur beeinflussen diesen Übergang. Die Entscheidung zur Form der Bestattung und des Grabes wird von unterschiedlichen Faktoren bestimmt, wie sozialer und wirtschaftlicher Lage, Weltanschauung sowie von lokalen Traditionen.
Weitere Gründe können sein 
- Nichtidentifizierbarkeit des Verstorbenen: beispielsweise bei Verstümmelung oder bei Kriegs- oder Katastrophenopfern (Grabmal des unbekannten Soldaten, Massengrab, Genozid).[4]
- Verwendung der Leiche als wissenschaftliches Anschauungsobjekt, beispielsweise in der Anatomie oder Pathologie, sowie bei Schulskeletten.[5]
- Schutz vor Grabraub oder Leichendiebstahl.
- Schutz der Stätte vor Zugriff der Öffentlichkeit: Wenn beispielsweise verhindert werden soll, dass eine Grabstätte unerwünscht zur Pilgerstätte wird, so beispielsweise bei Osama bin Laden (Seebestattung an geheimem Ort) oder Grabstätten von Verbrechern des Nationalsozialistischen Regimes. Oder um einer Grabschändung vorzubeugen, wenn es sich bei dem Toten um eine gesellschaftlich geächtete Person handelte (z. B. Amokläufer oder terroristische Attentäter) oder die Person aus anderen Gründen mit feindschaftlichen Aktionen zu rechnen hatte (beispielsweise Grabschändung jüdischer Gräber durch Neonazis, oder bei politisch umstrittenen Personen).
- Schutz von Hinterbliebenen und Angehörigen. Oft sind Angehörige der oben genannten Personengruppen Anfeindungen ausgesetzt. Eine anonyme Beerdigung und ein anonymes Grab können verhindern helfen, dass Angehörige während der Beisetzung oder bei späteren Besuchen der Grabstätte mit solchen Anfeindungen direkt konfrontiert werden.

Vom Mittelalter bis ins 19. Jahrhundert galt Suizid aus Sicht des Christentums als schweres Vergehen. Selbstmörder wurden post mortem wie Kriminelle gerichtlich verurteilt, oft zu einer unehrenhaften Beisetzung ohne Grabstein oder ganz ohne Grabstätte durch Verfüttern oder Verstreuen der Körperteile oder Asche des Leichnams, das sogenannte Eselsbegräbnis.

## Kritik

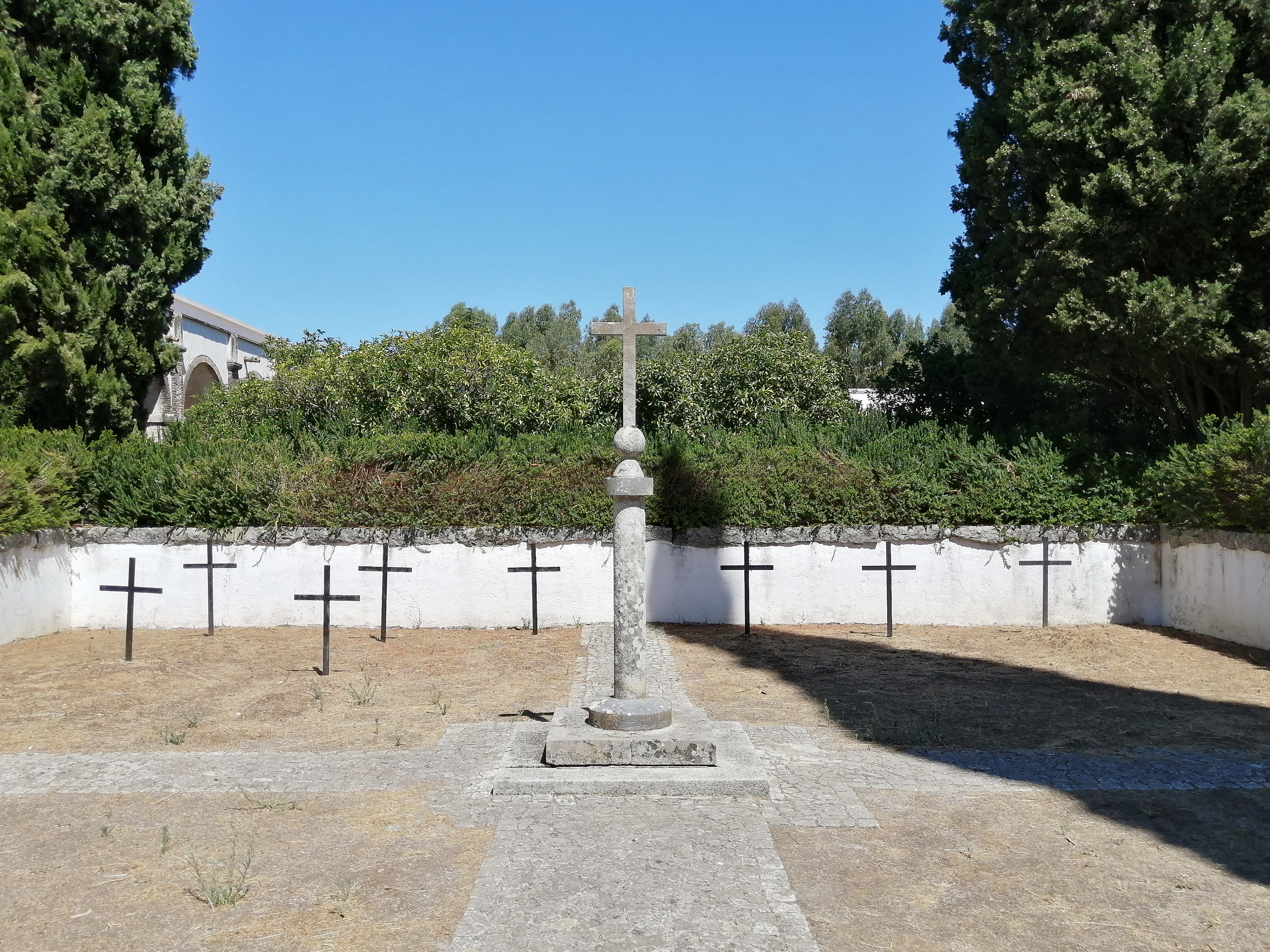
Klosterfriedhof mit namenlosen Kreuzen in der Kartause Santa María de Scala Coeli in Évora, Portugal

Die Würde der Verstorbenen wird in neuerer Zeit häufiger als Grund in der Kritik genannt. Der Begriff der Menschenwürde (siehe Art. 1 GG) gilt nach herrschender Meinung auch für das Andenken und den Ruf des Toten, hat also eine postmortale Wirkung.
Auch von Seiten der christlichen Kirchen wird die anonyme Bestattung kritisch gesehen. Die evangelische Kirche sieht darin einen Widerspruch zu biblischen Aussagen wie Jesaja 43,1 . Aus seelsorgerlicher und psychologischer Sicht sei erwiesen, dass häufig selbst „Hinterbliebene, die einer anonymen Beerdigung zugestimmt haben, später erhebliche Probleme mit der ‚Ortlosigkeit der Trauer‘ bekamen“.
Die katholische Kirche lehnt anonyme Bestattungen heutzutage grundsätzlich ab. Sie kennt jedoch in ihrer Tradition auch Orden wie die Kartäuser: Diese beerdigen seit jeher ihre Verstorbenen namenlos. Kritisiert wird eine angebliche „Tendenz zum schnellen Entsorgen, bei dem die Würde des Verstorbenen keine Rolle mehr spielt.“ Dieser Kritik stehen jedoch zahlreiche gesetzliche Regelungen entgegen. Zudem werden in vielen Städten katholische oder evangelische Verstorbene, die anonym bestattet werden wollen oder für die keine Angehörigen bekannt sind, an die Kirchengemeinden gemeldet.

## Anonym bestattete Persönlichkeiten (Auswahl)
- Osama bin Laden. Seebestattung, unbekannter Ort.
- Adolf Eichmann. Asche im Meer verstreut.
- John Lennon. Asche im Central Park in New York City verstreut.
- Klaus Kinski. Seinem letzten Wunsch gefolgt, wurde seine Asche bei San Francisco in den Pazifik verstreut.
- Will Quadflieg. Wurde in einem unmarkierten Grab auf dem Friedhof Werschenrege beerdigt.
- Cary Grant. Seinem letzten Wunsch gefolgt, wurde seine Asche im Pazifischen Ozean verstreut.
- Roy Orbison. Wurde in einem unmarkierten Grab auf dem Westwood Village Memorial Park Cemetery in Los Angeles beerdigt.